# Alexander Roßnagel
Alexander Roßnagel (* 13. September 1950) ist ein deutscher Rechtswissenschaftler und war von 1993 bis 2023 Universitätsprofessor für Öffentliches Recht mit dem Schwerpunkt Recht der Technik und des Umweltschutzes am Fachbereich Wirtschaftswissenschaften der Universität Kassel. Alexander Roßnagel war einer der Gründungsdirektoren des Wissenschaftlichen Zentrums für Informationstechnik-Gestaltung (ITeG) sowie geschäftsführender Direktor des Kompetenzzentrums für Klimaschutz und Klimaanpassung (CliMA) der Universität Kassel. Er war von 2000 bis 2011 wissenschaftlicher Direktor des Instituts für Europäisches Medienrecht (EMR) in Saarbrücken und von 2003 bis 2011 einer der beiden Vizepräsidenten der Universität Kassel, verantwortlich für den Bereich Lehre. Er wurde im Dezember 2020 zum Hessischen Datenschutzbeauftragten gewählt. Er übernahm das Amt von Michael Ronellenfitsch im März 2021.

## Leben
Roßnagel erlangte 1969 am Karl-Friedrich-Gymnasium in Mannheim die allgemeine Hochschulreife. Anschließend studierte er Jura und promovierte 1981 an der Universität Gießen zum Doktor der Rechtswissenschaften. Von 1984 bis 1992 war er als Professor an der Fachhochschule Darmstadt tätig. Seit 1986 ist er wissenschaftlicher Leiter der Projektgruppe für verfassungsverträgliche Technikgestaltung (provet) an der Universität Kassel, die interdisziplinäre Forschungsprojekte zu Rechtsfragen der Informations- und Kommunikationstechniken durchführt. Von 1988 bis 2012 war er stellvertretendes Mitglied des Staatsgerichtshofs für das Land Baden-Württemberg. Im Jahre 1991 folgte Roßnagels Habilitation für Öffentliches Recht und rechtswissenschaftliche Technikfolgenforschung an der Technischen Hochschule Darmstadt. 1995/96 erhielt er eine Stiftungsprofessur für Interdisziplinäre Studien am Zentrum für interdisziplinäre Technikforschung der Technischen Hochschule Darmstadt.
Im Jahre 2001 erstellte Roßnagel zusammen mit Hansjürgen Garstka und Andreas Pfitzmann ein Gutachten zur Modernisierung des deutschen Datenschutzrechts. Die Vorschläge der drei Gutachter wurden in Fachkreisen positiv aufgenommen. Das Bundesinnenministerium, das das Gutachten in Auftrag gegeben hatte, setzte die Vorschläge jedoch nicht um. Er erstellte 2003 zusammen mit weiteren Autoren ein Gutachten im Bereich des Medienrechts zum Zugang zur digitalen Satellitenverbreitung und war 2010 als Sachverständiger im Prozess um die Vorratsdatenspeicherung vor dem Bundesverfassungsgericht tätig.
Im Jahre 2019 erhielt Roßnagel eine Seniorprofessur an der Universität Kassel.
Einer seiner Schüler ist Gerrit Hornung, der nach einer vierjährigen Professur an der Universität Passau inzwischen ebenfalls Professor an der Universität Kassel ist.
Am 12. Dezember 2020 wurde Roßnagel vom Hessischen Landtag zum Landesbeauftragten für Datenschutz gewählt.
Seit 1. Juli 2022 ist Roßnagel Mitglied im Rat für Digitalethik.

## Auszeichnungen
- 1993: Forschungspreis Technische Kommunikation
- 1995: Bestes juristisches Buch für die Habilitation Rechtswissenschaftliche Technikfolgenforschung
- 2007: Fellow der Gesellschaft für Informatik

## Schriften (Auswahl)
- Multimediadienste und Datenschutz. (mit Johann Bizer) Stuttgart 1995, ISBN 3-930241-51-X.
- Modernisierung des Datenschutzrechts. Gutachten im Auftrag des Bundesministeriums des Innern. (mit Andreas Pfitzmann und Hansjürgen Garstka) Berlin 2001. Download (Memento vom 1. Oktober 2011 im Internet Archive)
- Die elektronische Signatur in der öffentlichen Verwaltung. Nomos, 2002, ISBN 3789079804.
- Handbuch Datenschutzrecht – Die neuen Grundlagen für Wirtschaft und Verwaltung. Verlag C. H. Beck, München 2003, ISBN 3406484417.
- Datenschutz im Electronic Commerce. (mit Jürgen Banzhaf und Rüdiger Grimm) Verlag Recht und Wirtschaft, 2003, ISBN 3800513242.
- Der Zugang zur digitalen Satellitenverbreitung, Digitalisierung und Fernsehen ohne Grenzen, Gutachten im Auftrag der Gemeinsamen Stelle Digitaler Zugang der Direktorenkonferenz der Landesmedienanstalten. (mit Werner Sosalla, Thomas Kleist, Alexander Scheuer, Jan Peter Müßig) Schriftenreihe der Landesmedienanstalten, Band 28, Vistas Verlag, Berlin 2004, ISBN 3-89158-376-1.
- Technik für Nutzer. Nomos, 2004, ISBN 3832906827.
- Mit Karsten Altenhain: Recht der Multimedia-Dienste. Kommentar zum IuKDG und MDStV. Verlag C. H. Beck, 7. Auflage, München 2005, ISBN 3-406-44463-6.
- Datenschutz im 21. Jahrhundert. In: Aus Politik und Zeitgeschichte 5–6/2006, S. 9–15. hier
- Modernisierung des Datenschutzrechts für eine Welt allgegenwärtiger Datenverarbeitung, in: MMR 2005, S. 71 bis 75.
- Digitale Visionen. Zur Gestaltung allgegenwärtiger Informationstechnologien. Hrsg. zusammen mit Tom Sommerlatte und Udo Winand, Springer Verlag 2008, ISBN 9783540770213